# 노윤상
노윤상(한국 한자: 盧潤上, 2002년 3월 3일 ~ )은 대한민국의 축구 선수이며, 포지션은 수비수이다. 현재 K리그1의 전북 현대 모터스 소속이다.